# 어미드 이블
어미드 이블(Amid Evil)은 인디페티거블(Indefatigable)이 개발하고 뉴 블러드 인터랙티브가 배급한 비디오 게임이다. 이 게임은 다크 판타지 테마, 액션 지향적인 게임플레이, 복고풍 시각 요소로 인해 1994년 헤레틱과 1995년 헥센의 정신적 후속작으로 자주 묘사된다. 닌텐도 스위치 버전 출시가 예정되어 있다.

## 줄거리
태고에 의문의 강력한 "악의 세력"이 나타나 알려진 왕국의 신성한 땅을 오염시켰다. 많은 영웅들이 악의 세력을 물리치려 했지만 아무도 성공하지 못했다. 오직 "챔피언"으로만 알려진 주인공만이 검은 미궁의 시련을 극복하고 신성한 전투도끼를 들 권리를 얻었다. 강력한 유물을 소유함으로써 사용자는 상위 차원으로 가는 통행권을 얻는다. 챔피언이 차원 이동 관문으로 향하는 동안, 고대 신들의 목소리가 악의 세력의 큰 힘을 경고하고 챔피언에게 신성한 땅을 정화해 달라고 간청한다.

## 게임플레이
어미드 이블은 90년대 1인칭 슈팅 게임인 언리얼, 둠, 헤레틱, 헥센, 퀘이크에서 많은 부분을 차용했다. 그 시대의 대부분의 1인칭 슈팅 게임과 유사하게, 어미드 이블은 레벨의 진행으로 구성되며, 각 레벨은 복잡하고 비선형적인 구조를 가지고 있으며, 진행은 종종 플레이어가 문을 열기 위한 열쇠를 찾는 것을 요구한다. 어미드 이블의 레벨 디자인은 탐험을 촉진하며, 대부분의 레벨에는 플레이어가 파워업 (비디오 게임 용어)을 찾을 수 있는 여러 숨겨진 "비밀"과 벽이나 바닥의 비문 형태로 로어(플롯 설명)가 포함되어 있다. 레벨은 에피소드로 그룹화되며, 각 에피소드의 레벨은 고유한 테마를 공유한다. 에피소드는 각각 4개의 레벨로 구성되며, 마지막 레벨은 보스전이다. 퀘이크와 마찬가지로, 플레이어는 다양한 포털을 통해 걸어 에피소드(및 난이도) 선택을 허용하는 허브 레벨에서 시작한다.
헤레틱과 마찬가지로, 플레이어는 다양한 마법 무기를 사용하여 적과 싸워야 한다. 검은 미궁의 도끼 외에도 게임에는 6개의 원거리 무기가 있으며, 각 무기는 4가지 유형의 마나 중 하나를 사용한다. 플레이어는 게임 세계에서 무기와 마나를 모두 찾아야 한다. 무기는 각 적 유형에 대해 다양한 효과를 가지므로 플레이어가 상황에 따라 전략을 수정하도록 권장한다. 마나를 획득하는 것 외에도 플레이어는 쓰러진 적의 영혼을 흡수할 수 있다. 플레이어가 충분한 영혼을 축적하면 "영혼 모드"에 들어가 모든 무기의 대체 발사 모드를 활성화하고 짧은 시간 동안 그 힘을 크게 증가시킨다.
플레이어가 적에게 피해를 입으면 체력이 감소한다. 체력을 회복하기 위해 플레이어는 레벨 곳곳에 흩어져 있는 "피 구슬"을 획득해야 한다. 비행, 투명화 또는 어두운 영역을 비추는 횃불과 같은 일시적인 능력을 부여하는 희귀한 파워업도 있다.
싱글 플레이어 캠페인 외에도, 어미드 이블은 "악의 무리" 서바이벌 모드를 제공하여 플레이어가 전투 아레나에서 끊임없는 적의 파도와 맞설 수 있다.

## 개발
개발자 레온 자와다(Leon Zawada)와 사이먼 랜스(Simon Rance)는 어린 시절부터 친구였으며, 둠 모드로 게임 개발 경력을 시작했으며, 특히 Return of the Triad라는 Rise of the Triad 전체 변환 모드를 만들었다. 두 사람은 1997년에 둠 모드로 어미드 이블을 시작했다. 그 게임은 결코 완성되지 않았지만, 그들이 개발한 개념은 시간이 지남에 따라 진화하여 새로운 형태에 통합되었다. 그들은 "판타지 슈터", 즉 중세 마법 테마를 가진 게임이지만 원거리 무기를 주요 무기로 특징으로 하는 게임을 만들고 싶다는 것을 알았다.
자와다와 랜스는 결국 2013년 라이즈 오브 더 트리아드 리메이크에서 함께 작업했으며, 그곳에서 인디페티거블을 설립하는 데 도움이 될 다른 게임 개발자들을 만났다. 어미드 이블은 새로운 회사의 첫 프로젝트가 될 예정이었다.
인디페티거블을 위해 어미드 이블 개발을 시작하기 전에, 랜스는 법선 매핑된 스프라이트로 렌더링된 무기를 보여주는 언리얼 엔진 4 데모를 만들었다. 그는 그 아이디어를 "[게임]을 시작하게 만든 것"이라고 설명했다. 이 독특한 시각적 스타일은 어미드 이블의 아트 방향을 확립했으며, 개발자는 이를 "옛날과 새로운 그래픽 기술의 혼합"이라고 설명했다. "1인칭 무기와 픽업은 실제로 마스크된 재료를 사용하는 개별 프레임이 있는 스프라이트이며, 법선, 러프니스 및 메탈니스 맵이 완벽하게 포함되어 있습니다. 그런 다음 하이 폴리 3D 메시에서 원근감이 적용되어 구워집니다." 이는 어미드 이블만의 독특한 워크플로우이다. 랜스는 환경에도 동일한 기술을 적용한다고 설명했다. "거대한 텍스처를 만드는 대신 작은 [해상도] 텍스처를 만들지만 여전히 법선 맵을 적용하여 모든 것이 올바르게 음영 처리되지만 오래된 게임과 동일한 픽셀화된 1995년 미학을 가지고 있습니다. 그래서 오래된 것처럼 보이지만 미래로 가져왔습니다. 단지 모방한 것이 아닙니다."
현대 관객을 위해 1990년대 게임을 만들기 위해 개발자들은 복고풍 1인칭 슈터 공식에 추가했다. 예를 들어, 적 AI는 훨씬 더 역동적이다. 한 위치에서 플레이어를 공격하는 대신, 적들은 플레이어에게 돌진하고, 플랫폼에서 뛰어내리고, 추격할 수 있다. 적들은 공격을 피하거나 반사하고 측면 공격을 할 수 있어 깊이를 더한다. 레벨 디자인은 일반적인 최신 타이틀보다 복잡하지만, 미로 같지 않아서 지속적인 진행이 가능하다. 또한 무기에는 다양성을 더하기 위해 대체 "영혼 모드"가 주어졌다.

## 출시
어미드 이블은 2017년 10월 25일에 발표되었다. 이전의 더스크와 마찬가지로, New Blood는 앞서 해보기 모델을 사용하여 게임을 배급하기로 결정했으며, 처음에는 완전하지만 불완전한 싱글 플레이어 캠페인과 서바이벌 모드를 함께 출시했다.
어미드 이블은 2018년 3월 12일에 스팀 앞서 해보기에 출시되었으며, 7개 에피소드 중 처음 3개인 "Astral Equinox", "Domain of the Sentinels", "The Sacred Path"를 제공했다. 추가 에피소드가 정기적으로 이어졌다. "The Solar Solstice"는 2018년 5월 18일에 출시되었고, "The Forges"는 2018년 9월 21일에 출시되었으며, "The Arcane Expanse"는 2019년 2월 7일에 출시되었고, "The Void"는 2019년 6월 20일에 출시되었다.
게임의 마지막 에피소드 출시는 어미드 이블이 앞서 해보기를 종료하고 정식 출시되는 것과 coincided했다. 여기에는 추가 로어, 더 다양한 적, 환경 조정, 무기 밸런싱과 같은 이전 에피소드 업데이트가 포함되었다.
첫 번째 DLC인 Ancient Alpha Builds는 2019년 11월 22일에 출시되었다. 메인 게임의 새로운 콘텐츠 대신, DLC는 다양한 개발 단계의 초기 버전 5개를 제공했다. 동시에 레이 트레이싱 지원과 RTX가 발표되었다.
리눅스 버전 출시가 예정되어 있음이 확인되었다.

### 프리퀄 확장팩
"Amid Evil: The Black Labyrinth"은 2020년 9월 6일 티저 예고편과 함께 발표되었다.

## 평가
어미드 이블의 앞서 해보기 출시는 언론 보도를 받았지만, 거의 모든 매체에서 전체 리뷰 대신 첫인상 요약을 제공하기로 결정했다. 한 예로, PC 게이머 UK는 "정말 이상하고 (아름다운) 판타지 설정이 헤레틱에 대한 가치있는 찬사의 토대를 마련한다"고 요약했다. 리뷰어들은 일반적으로 무기와 레벨 디자인을 칭찬했지만, 일부는 적 디자인을 비판했고, 다른 일부는 출시 전 버전의 버그를 비판했다.
어미드 이블의 정식 출시는 리뷰 애그리게이터 메타크리틱에 따르면 비평가들로부터 "대체로 호의적인" 평가를 받았다. 리뷰어들은 다양한 무기와 환경을 칭찬했으며, 게임을 언리얼과 퀘이크에 긍정적으로 비교했다.